# Морро (скала)
Морро (англ. Morro Rock) — скала типа «вулканический купол» на территории города Морро-Бей, округ Сан-Луис-Обиспо, штат Калифорния, США. Одна из так называемых Девяти сестёр — группы холмов из девяти некков, — самая западная и самая известная из них.

## Описание
Скала Морро соединена с «большой землёй» перешейком (causeway) шириной около 230 метров (в самой узкой части), что делает её «пересыпным островом» — Tied island (см. тж. «томболо», но не путать с понятием «приливный остров»). Территория, непосредственно окружающая скалу, является парком штата с названием «Морро-Бей», но покорение самой Морро и беспокойство птиц запрещены (за редкими исключениями для местных индейцев). Высота скалы составляет 177,2 метра, её возраст — около 20—23 миллионов лет.
На протяжении многих тысячелетий скала Морро является местом гнездования сапсанов. Кроме того здесь обитают три вида бакланов и два вида чаек.

## История
По легенде индейцев салинан и чумаши, которые обитают тут уже примерно 8,5—10 тысячелетий, эта скала является священным сакральным местом, именно на ней Ястреб и Ворон победили двухголовое змееподобное чудовище Талийекатапелта. До сих пор в отдельных исключительных случаях потомкам этих индейцев разрешаются разовые восхождения на скалу по религиозным причинам.
Первым европейцем, увидевшим эту скалу, стал конкистадор Хуан Кабрильо в 1542 году, но название ей дали гораздо позже — в середине XIX века, когда регион Верхняя Калифорния стал активно заселяться евроамериканцами. Известно, что в сентябре 1769 года на месте нынешнего города Морро-Бей стоял лагерем испанский первопроходец Гаспар де Портола, и он не мог не обратить внимание на этот величественный холм. Член экспедиции Хуан Креспи в своём дневнике отметил: «мы увидели гигантскую скалу в форме круглого морро, которая во время высокого прилива становилась островом». С этого момента скала стала приметным ориентиром для моряков и путешественников.
Как видно из топографических карт 1897 года, тогда скала Морро была островом. Однако после насыпных работ в заливе Морро в 1930—1940-х годах, между скалой и «большой землёй» начала появляться песчаная насыпь, сначала видная лишь во время отливов, а ныне существующая постоянно.
С 1889 по 1968 год скала Морро разрабатывалась для добычи строительного материала для волнорезов близлежащих залива Морро и бухты Сан-Луис.
В 1968 году скала Морро получила статус «Историческая достопримечательность Калифорнии». С 2007 года скала является центром заповедника Morro Bay State Marine Recreational Management Area and Morro Bay State Marine Reserve.